# Треганно, Джейн
Элизабет Джейн Треганно (англ. Elizabeth Jane Tregunno; род. 9 июля 1962, Сент-Катаринс, Онтарио), в замужестве Стамп (англ. Stamp) — канадская гребчиха, выступавшая за сборную Канады по академической гребле в 1980-х годах. Серебряная призёрка летних Олимпийских игр в Лос-Анджелесе, обладательница бронзовой медали чемпионата мира, победительница и призёрка регат национального значения.

## Биография
Джейн Треганно родилась 9 июля 1962 года в городе Сент-Катаринс провинции Онтарио, Канада. Занималась академической греблей в местном одноимённом клубе «Сент-Катаринс».
Впервые заявила о себе в гребле на международной арене в сезоне 1978 года, выиграв бронзовую медаль в распашных рулевых восьмёрках на юниорском мировом первенстве в Белграде. Год спустя в той же дисциплине была лучшей на аналогичных соревнованиях в Москве.
Проявив себя на юниорском уровне, вошла в основной состав канадской национальной сборной и рассматривалась в качестве кандидатки на участие в  летних Олимпийских играх 1980 года в Москве, однако Канада вместе с несколькими другими западными странами бойкотировала эти соревнования по политическим причинам.
На чемпионате мира 1981 года в Мюнхене финишировала четвёртой в восьмёрках, остановившись в шаге от призовых позиций.
В 1983 году на мировом первенстве в Дуйсбурге в зачёте восьмёрок вновь пришла к финишу четвёртой.
Благодаря череде удачных выступлений удостоилась права защищать честь страны на Олимпийских играх 1984 года в Лос-Анджелесе. В составе экипажа, куда также вошли гребчихи Анджела Шнейдер, Мэрилин Брейн, Барбара Армбруст и рулевая Лесли Томпсон, финишировала в распашных четвёрках на второй позиции позади экипажа из Румынии и тем самым завоевала серебряную олимпийскую медаль.
После лос-анджелесской Олимпиады Треганно осталась в составе гребной команды Канады на ещё один олимпийский цикл и продолжила принимать участие в крупнейших международных регатах. Так, в 1986 году она побывала на чемпионате мира в Ноттингеме, откуда привезла награду бронзового достоинства, выигранную в рулевых четвёрках — в решающем заезде её обошли только экипажи из Румынии и Восточной Германии. Также в этом сезоне в рулевых четвёрках одержала победу на Играх Содружества в Эдинбурге.
На мировом первенстве 1987 года в Копенгагене в рулевых четвёрках и восьмёрках показала шестой и седьмой результаты соответственно.
Находясь в числе лидеров канадской национальной сборной, благополучно прошла отбор на Олимпийские игры 1988 года в Сеуле — здесь в программе распашных рулевых четвёрок заняла итоговое седьмое место. Сразу по окончании этих соревнований приняла решение завершить спортивную карьеру.
По состоянию на 2013 год работала бухгалтером.